# Castroncán
Castroncán (llamada oficialmente Santa Marta de Castroncán) es una parroquia y una aldea española del municipio de Samos, en la provincia de Lugo, Galicia.

## Organización territorial
La parroquia está formada por tres entidades de población:
- Castroncán
- Empalme (O Empalme)
- Vilachá

## Demografía

### Parroquia
| Gráfica de evolución demográfica de Castroncán (parroquia) entre 2000 y 2021 |
|                                                                              |
| Datos según el nomenclátor publicado por el INE.                             |

### Aldea
| Gráfica de evolución demográfica de Castroncán (aldea) entre 2000 y 2021 |
|                                                                          |
| Datos según el nomenclátor publicado por el INE.                         |